# Luigi Lucheni
Luigi Lucheni (ur. 22 kwietnia 1873 w Paryżu, zm. 19 października 1910) – włoski anarchista.

## Życiorys
Syn ubogiej włoskiej służącej, wychowywał się w paryskim sierocińcu. Służył we włoskiej armii. Zetknął się z ideami anarchistycznymi w Szwajcarii.
10 września 1898 w Genewie zabił pilnikiem (o zwężającej się części roboczej) austriacką cesarzową Elżbietę Bawarską (znaną też jako Sisi), żonę cesarza Franciszka Józefa I. Jak później wyjaśniał, wcześniej planował zamordować księcia Orleanu Henryka, a zamach na monarchinię miał na celu zastraszenie arystokracji oraz wyrażenie niechęci do niej. Użył pilnika, ponieważ nie miał pieniędzy na sztylet.
Podczas odsiadywania wyroku dożywocia Lucheni pisał w więzieniu pamiętniki. Gdy strażnicy odebrali mu je, anarchista popadł w depresję, w wyniku której powiesił się.

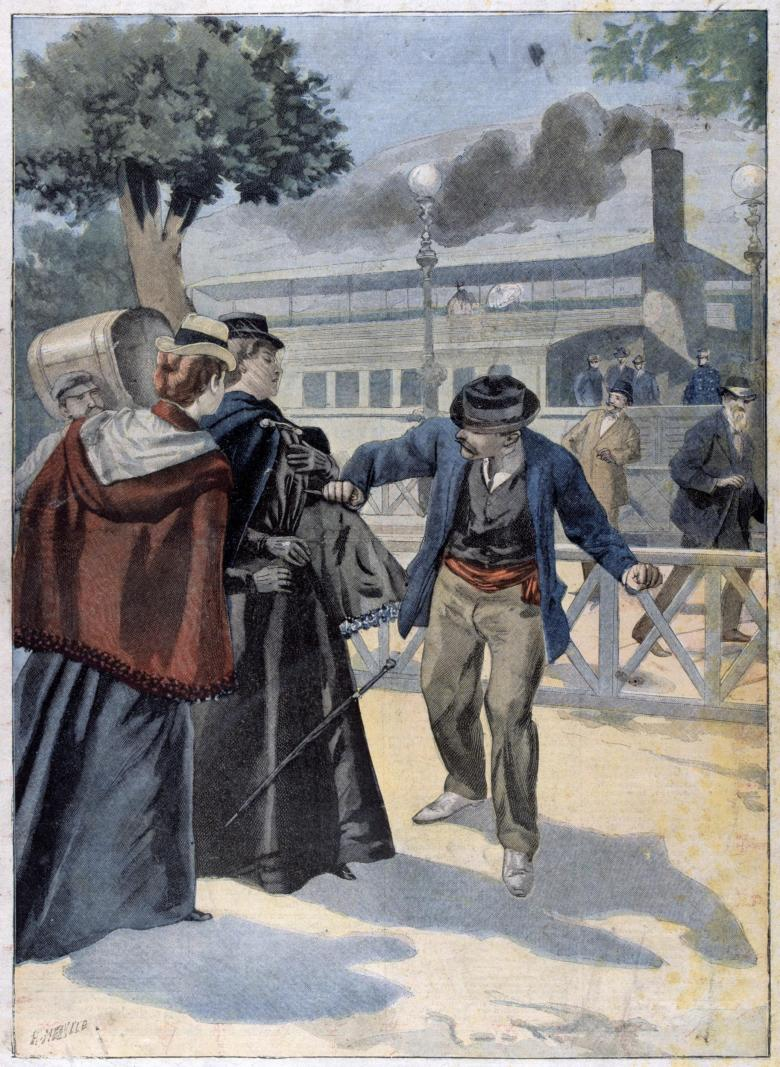
Artystyczna wizja zabójstwa Sissi
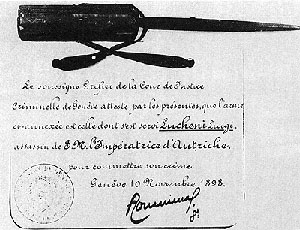
Pilnik, którym Lucheni dokonał zabójstwa
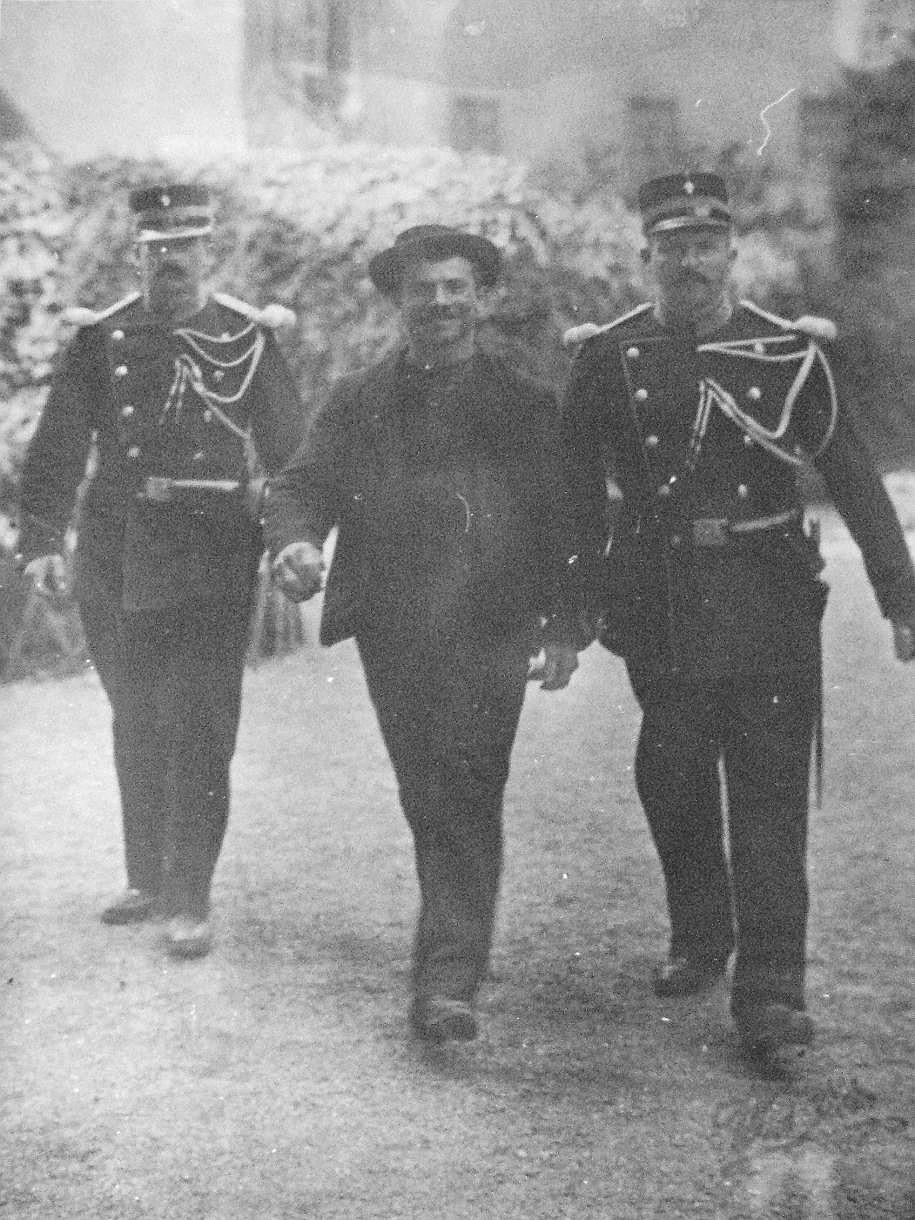
Lucheni po zatrzymaniu